# Troglocarcinus corallicola
Troglocarcinus corallicola is een krabbensoort uit de familie van de Cryptochiridae. De wetenschappelijke naam van de soort is voor het eerst geldig gepubliceerd in 1908 door Verrill.